# Evangelische Kirche Levoča

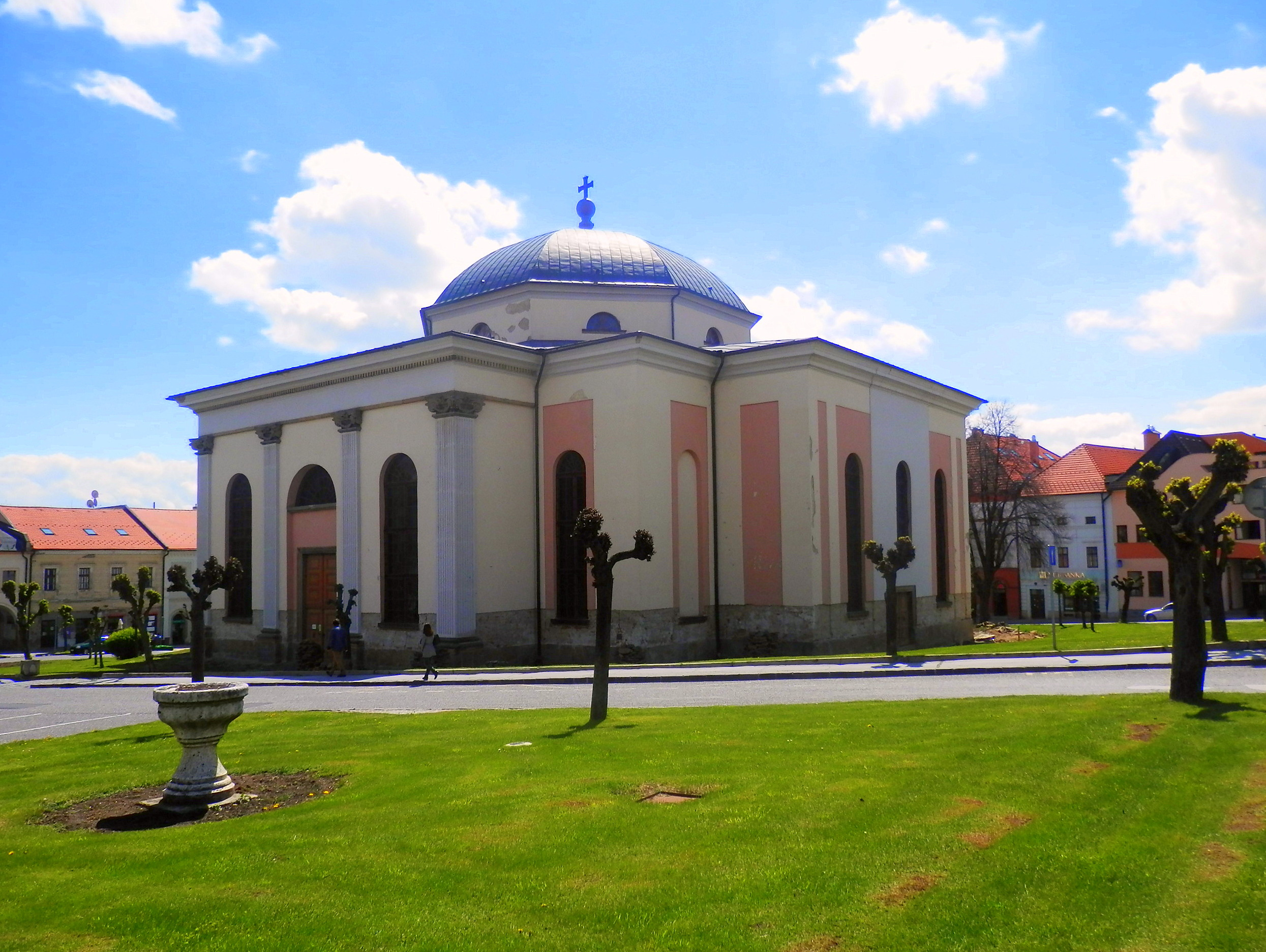
Blick auf die Kirche

Die Evangelische Kirche Levoča ist eine klassizistische evangelische Kirche in der slowakischen Stadt Levoča (deutsch Leutschau). Sie befindet sich am südlichen Ende des Marktplatzes (heutiger slowakischer Name Námestie Majstra Pavla) nahe dem Rathaus, die Anschrift lautet Námestie Majstra Pavla 1.

## Geschichte

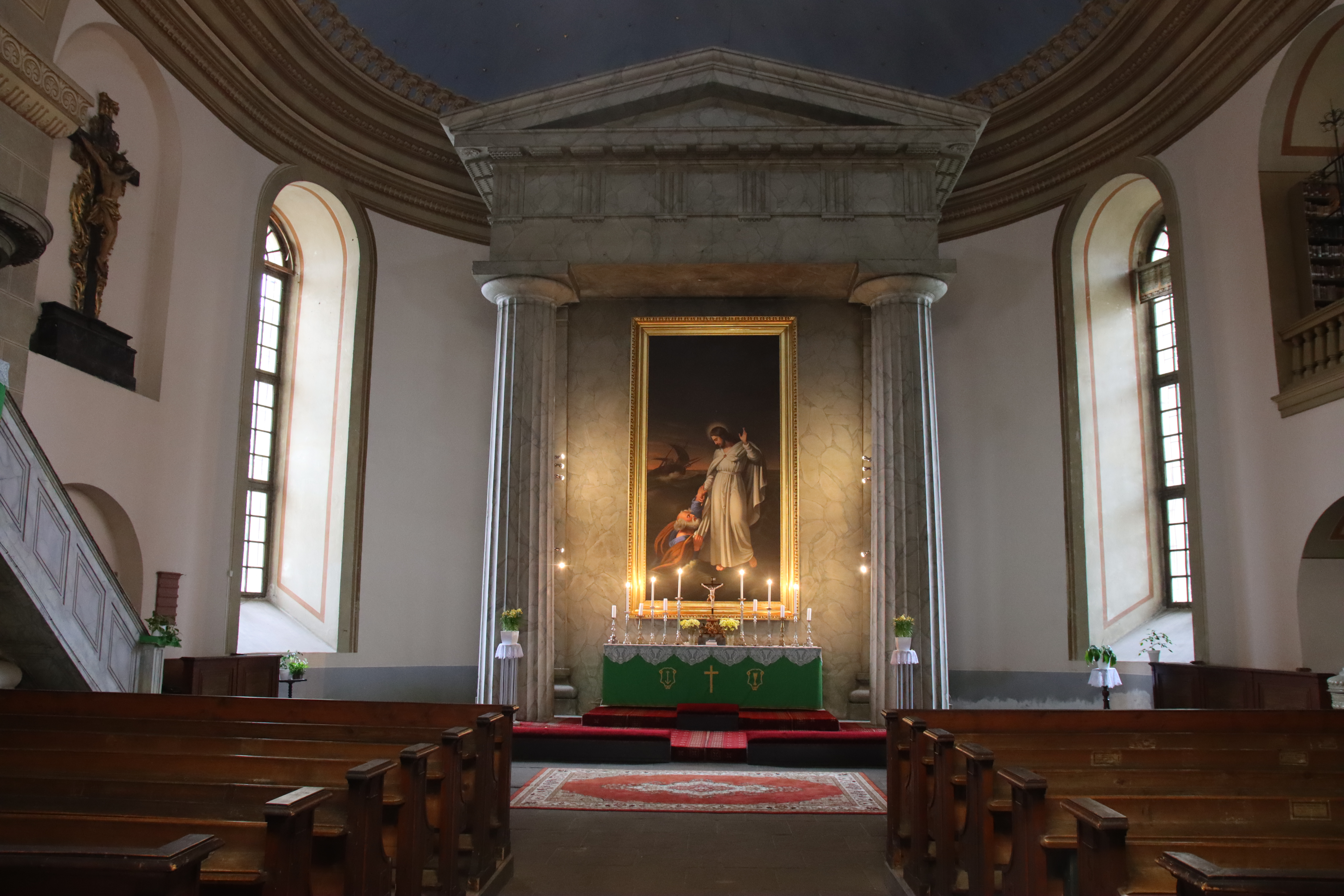
Der Altar

Die Reformation fasste kurz nach ihrem Beginn im frühen 16. Jahrhundert Fuß in den königlichen Freistädten der Zips, darunter auch Leutschau, sodass bis zum Ende des 16. Jahrhunderts die Stadt protestantisch war. Während der Gegenreformation verloren die Protestanten alle Kirchen. Gemäß Beschlüssen des Ödenburger Landtages von 1681 erhielt die evangelische Gemeinde die Erlaubnis, außerhalb der Stadtmauern eine Kirche (nach den Artikeln 25 und 26 Artikularkirche genannt) zu errichten.
Die erste hölzerne Artikularkirche entstand 1687–88 an der Stelle des heutigen evangelischen Friedhofes, südöstlich des Menharder Tores. Diese brannte 1709 während der Belagerung der Stadt durch Generalfeldzeugmeister Löffelholz ab und wurde 1712–13 durch einen Neubau an derselben Stelle ersetzt.
Durch Toleranzpatente von Joseph II. wurde ein Neubau innerhalb der Stadtmauern möglich. Zu diesem Zweck erwarb die evangelische Gemeinde am 5. Juli 1823 ein Grundstück am Marktplatz. Trotz mehrerer Schwierigkeiten begann 1825 der Bau der neuen klassizistische Kirche im Grundriss eines griechischen Kreuzes und mit einer großen Kuppel nach Plänen des Architekten Anton Povolný. Der Bau wurde unter anderem durch Erlöse vom Bibelverkauf unterstützt. Die fertige Kirche wurde am 17. September 1837 feierlich eingeweiht, die alte Artikularkirche wurde anschließend 1838 abgebrochen.

## Inneres
Im klassizistischen Altar befindet sich das Werk Christus auf dem Meer (1837) von Joseph Czauczik. Vom denselben Künstler stammen auch weitere Bilder in der Kirche (Martin Luther, mehrere Pfarrer, Mitglieder der Familie Horváth Stansith de Gradecz usw.). Aus der Artikularkirche wurden hierher mehrere Gegenstände übertragen, darunter 13 Bilder, die Kanzel aus dem späten 17. Jahrhundert, das Taufbecken aus dem Jahr 1714, ein Eisenkreuz und ein barockes Kreuz sowie die barocke Orgel aus dem Jahr 1697. Weiter findet man im Inneren drei Emporen, eine davon beherbergt die Bibliothek sowie das Archiv des evangelischen Gymnasiums.

## Orgeln

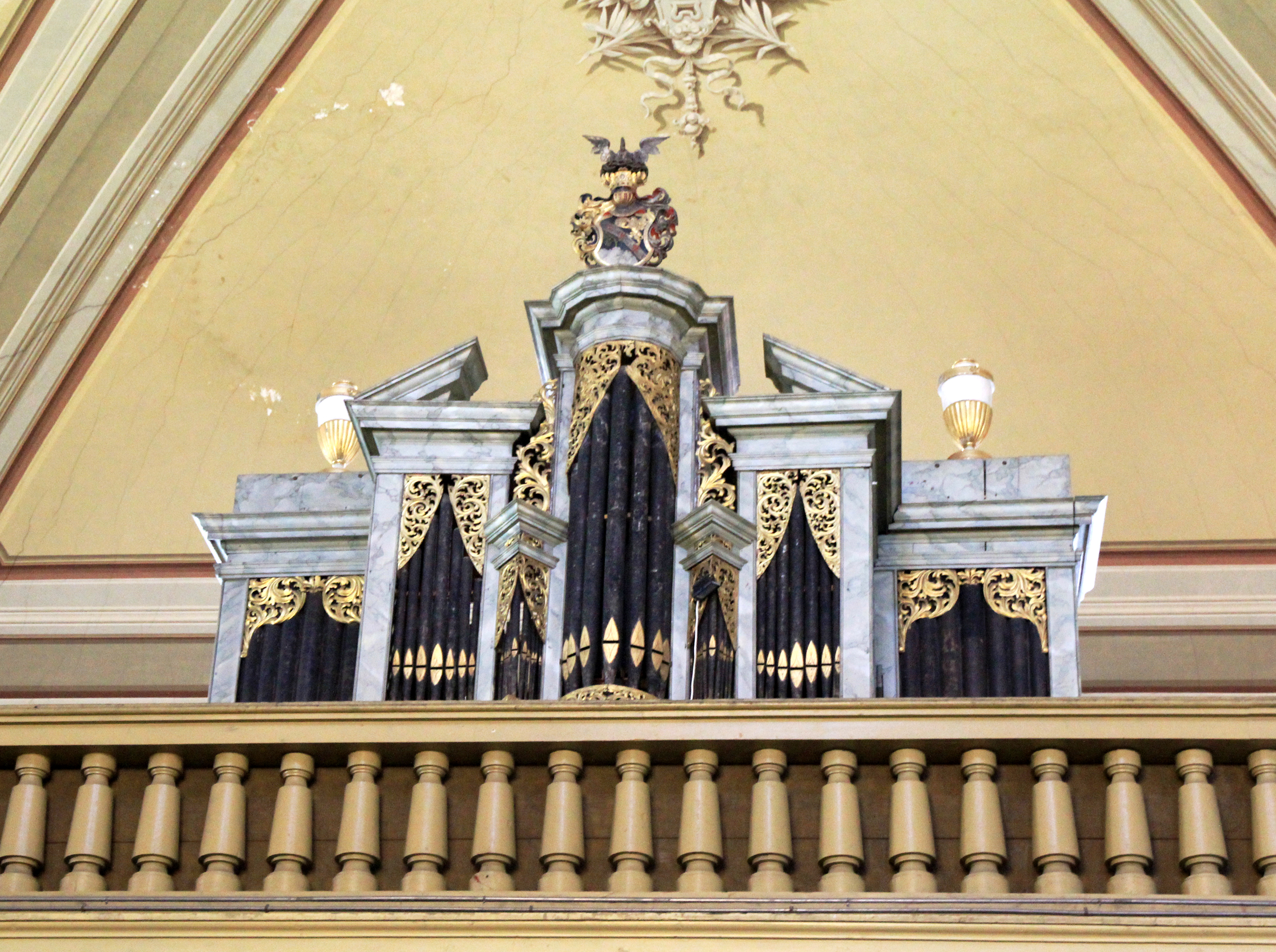
Die barocke Orgel

Die barocke Orgel von 1697 wurde von einem unbekannten Orgelbaumeister gebaut und ist ein Geschenk des Geschäftsmanns Johann Ujházi. Sie wurde mehrmals überholt, darunter 1837 nach der Versetzung in die heutige Kirche und hat heute 13 Register, verteilt auf ein Manual und Pedal. 1932 erwarb die Gemeinde eine neue Orgel der Fabrik Gebrüder Rieger mit 29 Registern, seither steht die alte Orgel auf der Seitenempore. Sie ist nicht mehr spielbar und wird nicht gewartet, der Pfeifenbestand ist aber fast vollständig erhalten.